# Ryjówkojeżyk chiński
Ryjówkojeżyk chiński, gołyszek chiński (Neotetracus sinensis) – gatunek niedużego ssaka owadożernego z rodziny jeżowatych. Wyglądem bardziej przypomina szczura lub oposa. Gatunek słabo poznany. Jest jedynym żyjącym współcześnie przedstawicielem rodzaju ryjówkojeżyk (Neotetracus).

## Występowanie i biotop
Występuje w Chinach, Mjanmie i Wietnamie. Zasiedla tereny leśne.

## Charakterystyka ogólna
Ma wydłużony, tępo zakończony ryjek. Osiąga długość ciała 10–14 cm.

## Zagrożenia i ochrona
W Czerwonej księdze gatunków zagrożonych Międzynarodowej Unii Ochrony Przyrody i Jej Zasobów został zaliczony do kategorii LC (least concern - gatunek najmniejszej troski), do roku 1996 zaliczany do NT (near threatened – bliski zagrożenia wyginięciem).